# Championnats d'Europe de karaté 2002
Les championnats d'Europe de karaté 2002 ont eu lieu du 3 au 5 mai 2002 à Tallinn, en Estonie. Il s'agissait de la 37e édition des championnats d'Europe de karaté senior.

## Résultats

### Épreuves individuelles

#### Kata
| Rang | Pays    | Karatéka             |
| ---- | ------- | -------------------- |
| 1    | Italie  | Luca Valdesi         |
| 2    | Italie  | L. Maurino           |
| 3    | France  | S. Mari              |
| 3    | Espagne | M. Rodriguez Toquero |

| Rang | Pays     | Karatéka                      |
| ---- | -------- | ----------------------------- |
| 1    | Tchéquie | P. Nova                       |
| 2    | France   | Myriam Szkudlarek             |
| 3    | France   | Sabrina Buil                  |
| 3    | Espagne  | Miriam Cogolludo de la Herras |

#### Kumite

##### Kumitemasculin
| Rang | Pays     | Karatéka            |
| ---- | -------- | ------------------- |
| 1    | France   | Cécil Boulesnane    |
| 2    | Italie   | Francesco Ortu      |
| 3    | Bulgarie | B. Ivanov           |
| 3    | Espagne  | Davíd Luque Camacho |

| Rang | Pays         | Karatéka           |
| ---- | ------------ | ------------------ |
| 1    | France       | Alexandre Biamonti |
| 2    | Italie       | A. Calzola         |
| 3    | Suisse       | M. Caamano         |
| 3    | ' Angleterre | J. Ledgister       |

| Rang | Pays     | Karatéka             |
| ---- | -------- | -------------------- |
| 1    | Italie   | Giuseppe di Domenico |
| 2    | Pays-Bas | A. Boeelbai          |
| 3    | France   | M. Hammou            |
| 3    | Finlande | E. Luukka            |

| Rang | Pays    | Karatéka                  |
| ---- | ------- | ------------------------- |
| 1    | Espagne | Iván Leal Reglero         |
| 2    | Italie  | Salvatore Loria           |
| 3    | Russie  | A. Gavrilov               |
| 3    | Grèce   | Konstantinos Papadopoulos |

| Rang | Pays               | Karatéka         |
| ---- | ------------------ | ---------------- |
| 1    | Bosnie-Herzégovine | D. Muhovic       |
| 2    | Pays-Bas           | Daniël Sabanovic |
| 3    | Angleterre         | D. Pack          |
| 3    | Écosse             | E. Robb          |

| Rang | Pays       | Karatéka           |
| ---- | ---------- | ------------------ |
| 1    | France     | Seydina Balde      |
| 2    | Angleterre | Leon Walters       |
| 3    | Italie     | David Benetello    |
| 3    | Russie     | Aleksandr Guerunov |

| Rang | Pays        | Karatéka           |
| ---- | ----------- | ------------------ |
| 1    | Espagne     | S. Blanco Granes   |
| 2    | Turquie     | Zeynel Celik       |
| 3    | Russie      | Aleksandr Guerunov |
| 3    | Yougoslavie | P. Stojadinov      |

##### Kumiteféminin
| Rang | Pays      | Karatéka         |
| ---- | --------- | ---------------- |
| 1    | France    | Nadia Mecheri    |
| 2    | Espagne   | E. Garcia Romo   |
| 3    | Allemagne | Kora Knühmann    |
| 3    | Grèce     | Evdoxía Kosmídou |

| Rang | Pays      | Karatéka         |
| ---- | --------- | ---------------- |
| 1    | Espagne   | N. Fernandez     |
| 2    | Slovaquie | M. Ilcikova      |
| 3    | France    | Patricia Chéreau |
| 3    | France    | Nathalie Leroy   |

| Rang | Pays        | Karatéka         |
| ---- | ----------- | ---------------- |
| 1    | France      | Laurence Fischer |
| 2    | Angleterre  | T. Weekes        |
| 3    | Yougoslavie | S. Pekovic       |
| 3    | Luxembourg  | Tessy Scholtes   |

| Rang | Pays    | Karatéka           |
| ---- | ------- | ------------------ |
| 1    | Turquie | Yıldız Aras        |
| 2    | Italie  | Roberta Minet      |
| 3    | Espagne | Cristina Feo Gomez |
| 3    | France  | Nathalie Leroy     |

### Épreuves par équipes

#### Kata
| Rang | Pays      | Karatékas               |
| ---- | --------- | ----------------------- |
| 1    | Italie    | Luca Valdesi, notamment |
| 2    | Espagne   |                         |
| 3    | France    |                         |
| 3    | Allemagne |                         |

| Rang | Pays    |
| ---- | ------- |
| 1    | France  |
| 2    | Espagne |
| 3    | Croatie |
| 3    | Italie  |

#### Kumite
| Rang | Pays       | Karatékas                     |
| ---- | ---------- | ----------------------------- |
| 1    | France     | Alexandre Biamonti, notamment |
| 2    | Espagne    |                               |
| 3    | Angleterre |                               |
| 3    | Russie     |                               |

| Rang | Pays        |
| ---- | ----------- |
| 1    | France      |
| 2    | Yougoslavie |
| 3    | Angleterre  |
| 3    | Espagne     |